# سلفادور هرنانديز
سلفادور هرنانديز (بالإسبانية: Salvador Hernández Mondragón) هو منافس ألعاب قوى مكسيكي، ولد في 31 ديسمبر 1973 في موريليا في المكسيك.